# Vệ Tân
Vệ Tân (chữ Hán giản thể: 卫滨区, Hán Việt: Vệ Tân huyện) là một huyện của địa cấp thị Tân Hương (新乡市), tỉnh Hà Nam, Cộng hòa Nhân dân Trung Hoa. Vệ Tân có diện tích 52 km2, dân số năm 2002 là 200.000 người. Mã số bưu chính của Vệ Tân là 453000, quận lỵ tại đường Nhân dân.
Vệ Tân được chia thành các đơn vị hành chính gồm 7 nhai đạo: Thắng Lợi, Trung Đồng Nhai, Giải Phóng Lộ, Tự Do Lộ, Thiết Tây, Kiện Khang Lộ và Nam Kiều và 1 hương Bình Nguyên.